# Tembenczi
Tembenczi (ros. Тембенчи́) – rzeka w azjatyckiej części Rosji, w Kraju Krasnojarskim. Prawy dopływ Koczeczumu. Ma 571 km długości, a jej zlewnia powierzchnię 21 600 km³.
Tembenczi swoje źródła ma na płaskowyżu Putorana. Płynie w kierunki południowo–wschodnim. Przepływa przez kilka jezior, spośród których największe to Tembenczi o długości prawie 45 km. Uchodzi do Koczeczumu 60 km przed jego ujściem do Dolnej Tunguzki w miejscowości Tura. Ujście znajduje się na wysokości 145 m n.p.m.
Jak większość rzek w regionie, zasilana jest głównie topniejącym śniegiem, gdyż wieczna zmarzlina nie pozwala na zasilanie przez wody gruntowe. Zamarza zwykle od października do maja.
Nazwa pochodzi z języka ewenkijskiego i oznacza „miękki, błotnisty”.